# Cmentarz w Ośnicy
Cmentarz Rzymskokatolicki w Ośnicy (ul. Gościniec)
Należy do parafii św. Wojciecha w Płocku. Cmentarz zajmuje powierzchnię 1,2 ha. Pierwotnie należał do parafii w Imielnicy, jednakże po 1945 roku został opuszczony. Już od kilku lat parafia św. Wojciecha czyni duże wysiłki, aby przywrócić cmentarz do normalnego funkcjonowania – przewiduje się rozbudowę cmentarza do 4 ha. 
Dziś znajduje się na nim ponad 600 mogił, w tym około 60 z ostatnich lat. Na wielu tablicach nagrobnych napisy są nieczytelne. Najstarsze dające się odczytać pochodzą z 1880 roku, jednak sam cmentarz jest prawdopodobnie starszy, ponieważ wiek dębów przy głównej alei ocenia się na 250 lat. Jedna z najstarszych tablic na cmentarzu należy do małżeństwa Plewińskich (Salomeja z Suskich, zmarła w 1898 roku). Na cmentarzu spoczywają także prochy Wacława Wolibnera (1867–1908), jednego z założycieli i pierwszych dyrektorów cukrowni Borowiczki.
Pochowani są tutaj także Andrzej Drętkiewicz, w latach 1990-95 prezydent Płocka i Czesław Krakowski, w latach 1993-97 senator RP.